# Nový Dvůr (Písek)

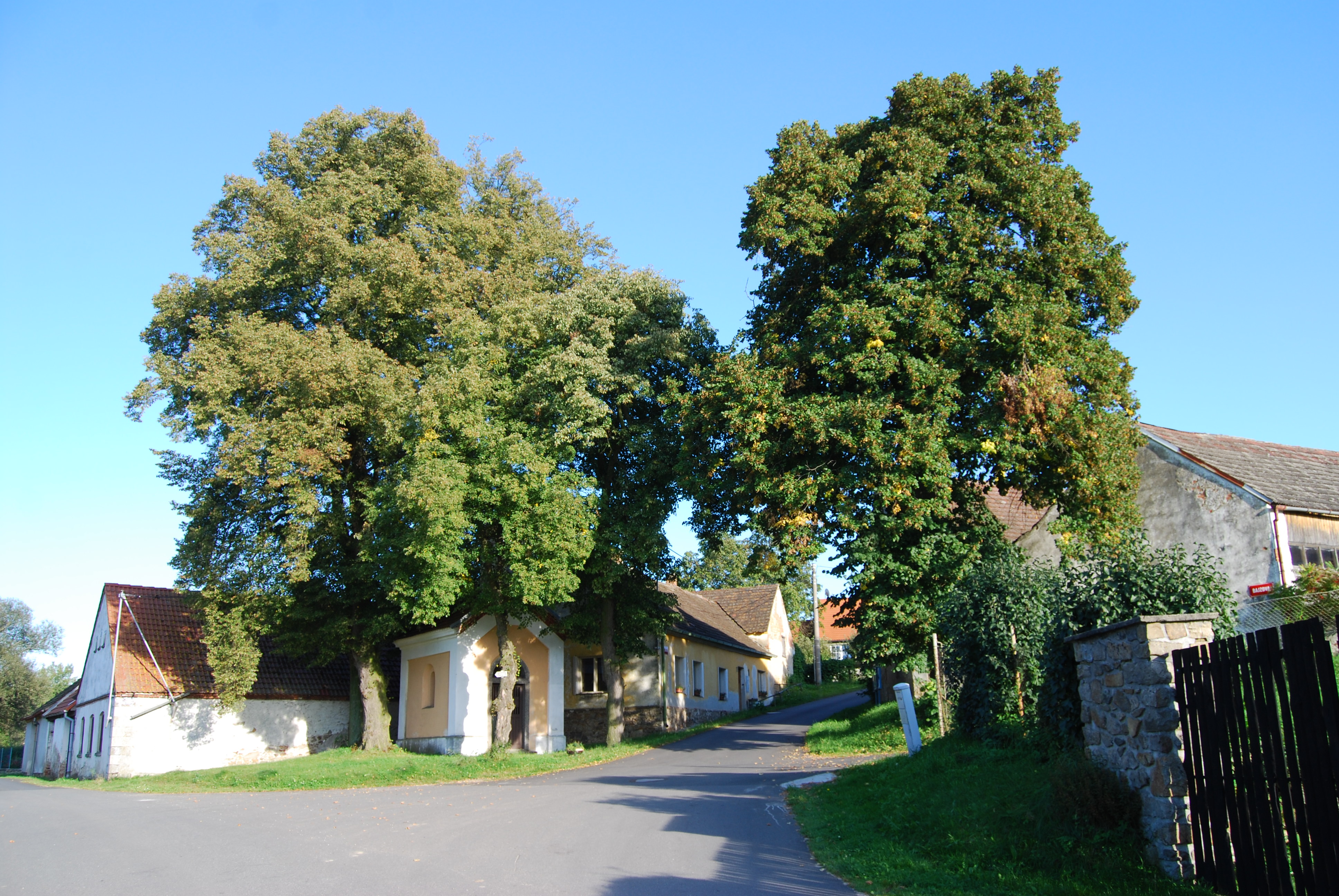
Dorfplatz mit Kapelle Mater Dolorosa

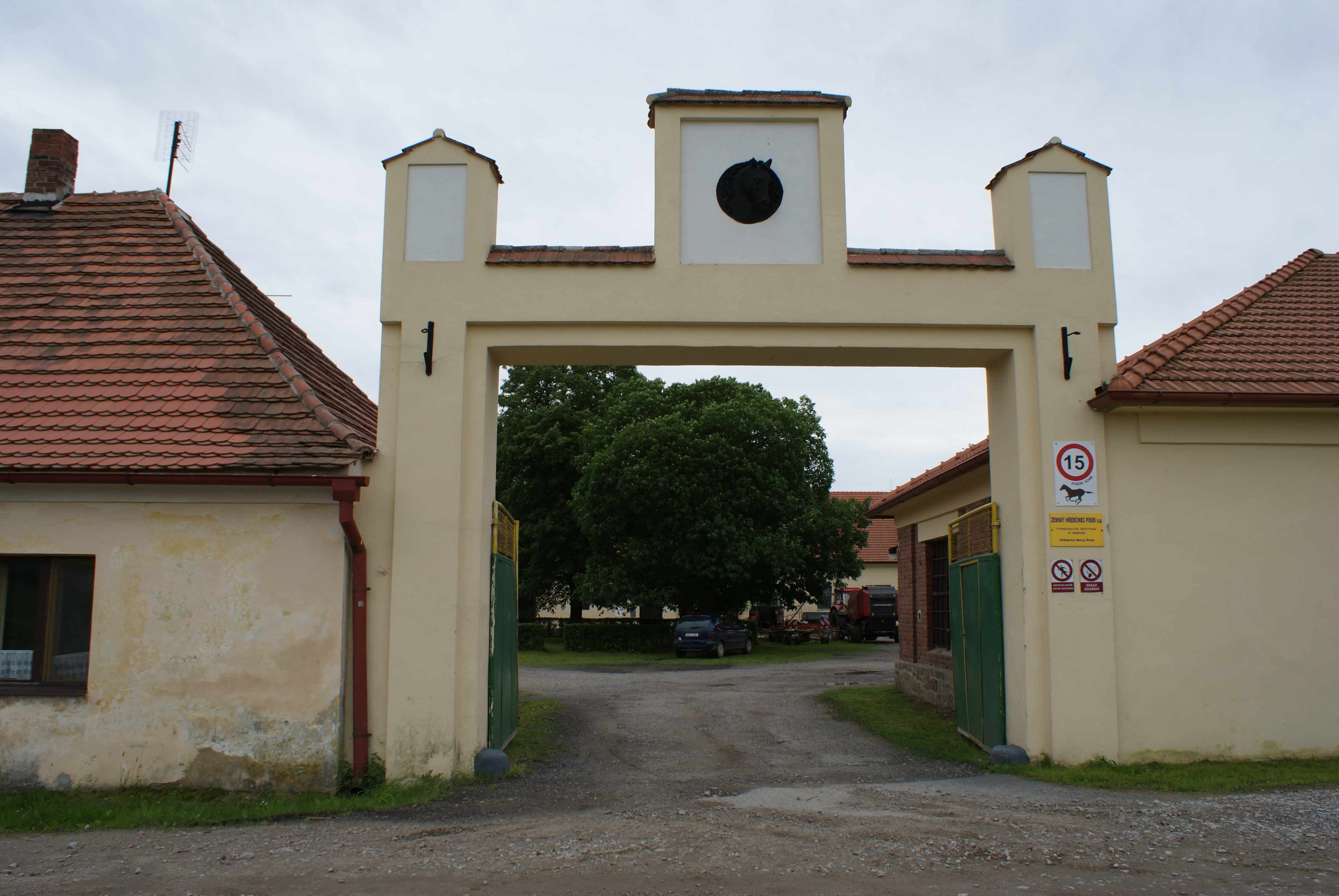
Portal des Fohlenhofes Nový Dvůr

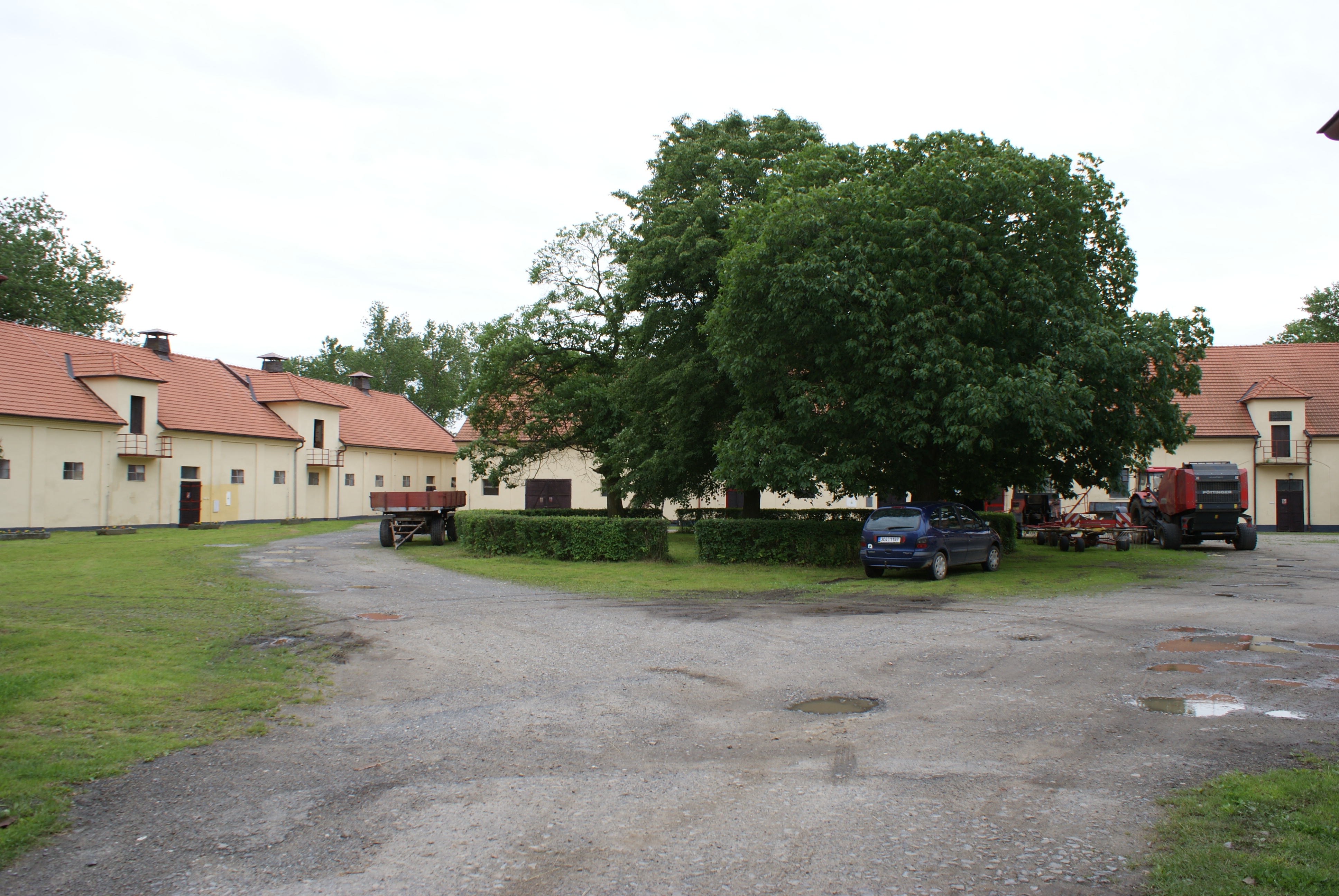
Fohlenhof Nový Dvůr

Nový Dvůr (deutsch Neuhof) ist ein Ortsteil der Stadt Písek (Pisek) in Tschechien. Er liegt sechs Kilometer südöstlich von Písek und gehört zum Okres Písek.

## Geographie
Das Platzdorf Nový Dvůr befindet sich am westlichen Fuße der Písecké hory (Piseker Berge) in der Putimská pánev (Putimer Becken). Im Norden erheben sich der Přední Pecky (469 m n.m.) und der Pintířec (509 m n.m.), nordöstlich der Svícny (599 m n.m.), im Osten der Němec (587 m n.m.), südöstlich der Ostrý vrch (539 m n.m.), die Bytina (609 m n.m.) und der Pasecký vrch (625 m n.m.), im Süden der Zadní Pecky (466 m n.m.), südwestlich der Skalský vrch (476 m n.m.), im Westen der Na Zámku (463 m n.m.). Nördlich von Nový Dvůr entspringt der Bach Smrkovický náhon, der in der Gemarkung in einer Kaskade von Teichen (Studniční rybník, Kopcovatý rybník, Kamenitý rybník und Dlouhý rybník) angestaut wird. In den Bergen nordöstlich des Dorfes liegt die Quelle des Baches Tálínský potok. Westlich des Gestüts verläuft die Staatsstraße I/20 zwischen Písek und České Budějovice. Gegen Norden und Osten erstreckt sich der Naturpark Písecké hory.
Nachbarorte sind Na Flekačkách im Norden, U Hromové jedle und Mlaka im Nordosten, Údraž, Matka, U Beránka, Kopanina und Albrechtice nad Vltavou im Osten, Kukle, Ostrý Vrch und Tálín im Südosten, Selibov im Süden, Landrošty, Kráčmer und Heřmaň im Südwesten, U Šrámka, Hůrky und Putim im Westen sowie Na Boubíně, Smrkovice, U Ovčíčkú, Krahulčí und Semice im Nordwesten.

## Geschichte
Das Dorf Nový Dvůr wurde zum Ende des 18. Jahrhunderts durch die Stadt Písek östlich des Meierhofes Neuhof angelegt. 1785 wurde der Ort – ohne Angabe der Häuserzahl – als Neuhof bzw. Nowy Dwur bezeichnet. Die Einschicht Katovna (Nebursky) wurde als Gehöft des Píseker Scharfrichters Nymburský errichtet.
Im Jahre 1837 bestand das im Prachiner Kreis an der Budweiser Straße gelegene Dorf Neuhof bzw. Nowý Dwůr aus 21 Häusern mit 161 Einwohnern, zumeist Dominikalisten. Im Ort gab es einen Meierhof und einer Schäferei; abseits lag ein Jägerhaus. Neuhof war Sitz eines der sieben Piseker Forstreviere; das Neuhofer Revier bewirtschaftete eine Fläche von 1479 Joch 480 Quadratklafter um die Berge Žadnj Pecka (Zadní Pecky) und Skalka (Skalský vrch). Pfarrort war Putim. Bis zur Mitte des 19. Jahrhunderts blieb Neuhof der Königlichen Stadt Písek untertänig.
Nach der Aufhebung der Patrimonialherrschaften bildete Nový Dvůr / Neuhof ab 1850 einen Ortsteil der Gemeinde Semice / Semitz im Gerichtsbezirk Pisek. 1868 wurde das Dorf dem Bezirk Pisek zugeordnet. Im Jahre 1869 bestand Nový Dvůr aus 23 Häusern und hatte 199 Einwohner. Der Neuhof wurde 1878 auf Veranlassung des Kommandanten des k.k. Gestütsdienstes in Böhmen, Oberst Ernst Schwarzl, zum Fohlenhof des k.k. Staatshengstdepots Písek umgebaut und war der einzige Fohlenhof der sieben böhmischen Staatsgestüte. Zwischen 1878 und 1879 entstand die Kapelle auf dem Dorfplatz. Im Jahre 1900 hatte Nový Dvůr wiederum 199 Einwohner, 1910 waren es 200.
Nach dem Ersten Weltkrieg zerfiel der Vielvölkerstaat Österreich-Ungarn, Nový Dvůr wurde 1918 Teil der neu gebildeten Tschechoslowakischen Republik. Im Jahre 1921 löste sich Nový Dvůr von Semice los und bildete eine eigene Gemeinde. Beim Zensus von 1921 lebten in den 32 Häusern des Dorfes 196 Personen, davon 195 Tschechen. 1930 lebten in den 35 Häusern von Nový Dvůr 188 Personen. Zwischen 1939 und 1945 gehörte Nový Dvůr / Neuhof zum Protektorat Böhmen und Mähren. Nach dem Ende des Zweiten Weltkrieges kam Nový Dvůr zur wiedererrichteten Tschechoslowakei zurück. 1950 lebten in den 38 Häusern von Nový Dvůr 173 Personen. im Zuge der Gebietsreform von 1960 erfolgte die erneute Eingemeindung nach Semice. Seit dem 1. Januar 1976 ist Nový Dvůr ein Ortsteil von Písek. 1991 lebten in den 42 Häusern des Dorfes 136 Personen. Beim Zensus von 2011 hatte Nový Dvůr 105 Einwohner und bestand aus 42 Wohnhäusern.

## Ortsgliederung
Zu Nový Dvůr gehören die Einschichten Katovna, Novodvorská Myslivna und Pecky.
Der Ortsteil bildet den Katastralbezirk Nový Dvůr u Písku.

## Sehenswürdigkeiten
- Kapelle Mater Dolorosa auf dem Dorfplatz, erbaut 1878–1879
- Fohlenhof Nový Dvůr, errichtet 1878 durch Umbau des Meierhofes